# Rosental 1 und 3

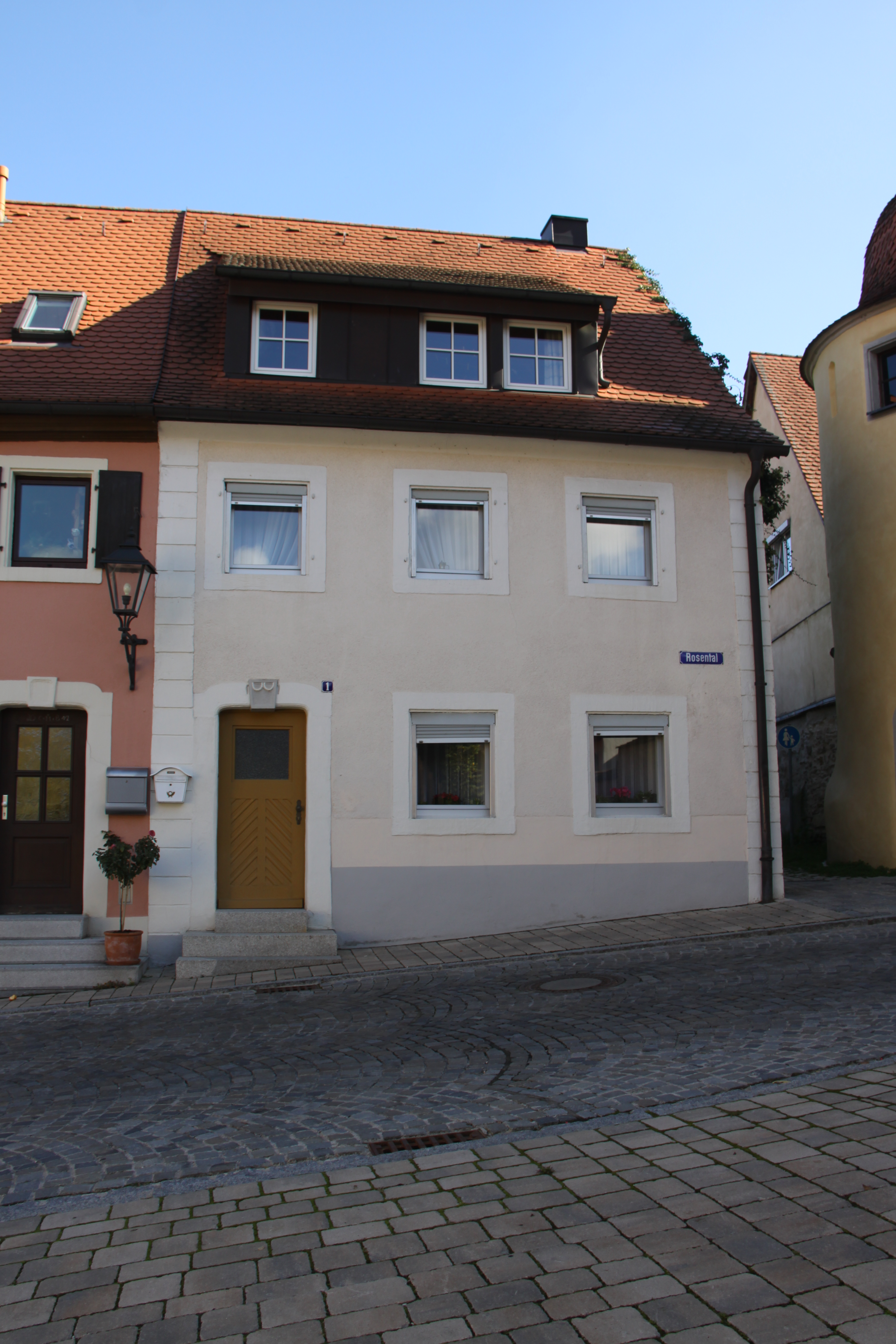
Rosental 1
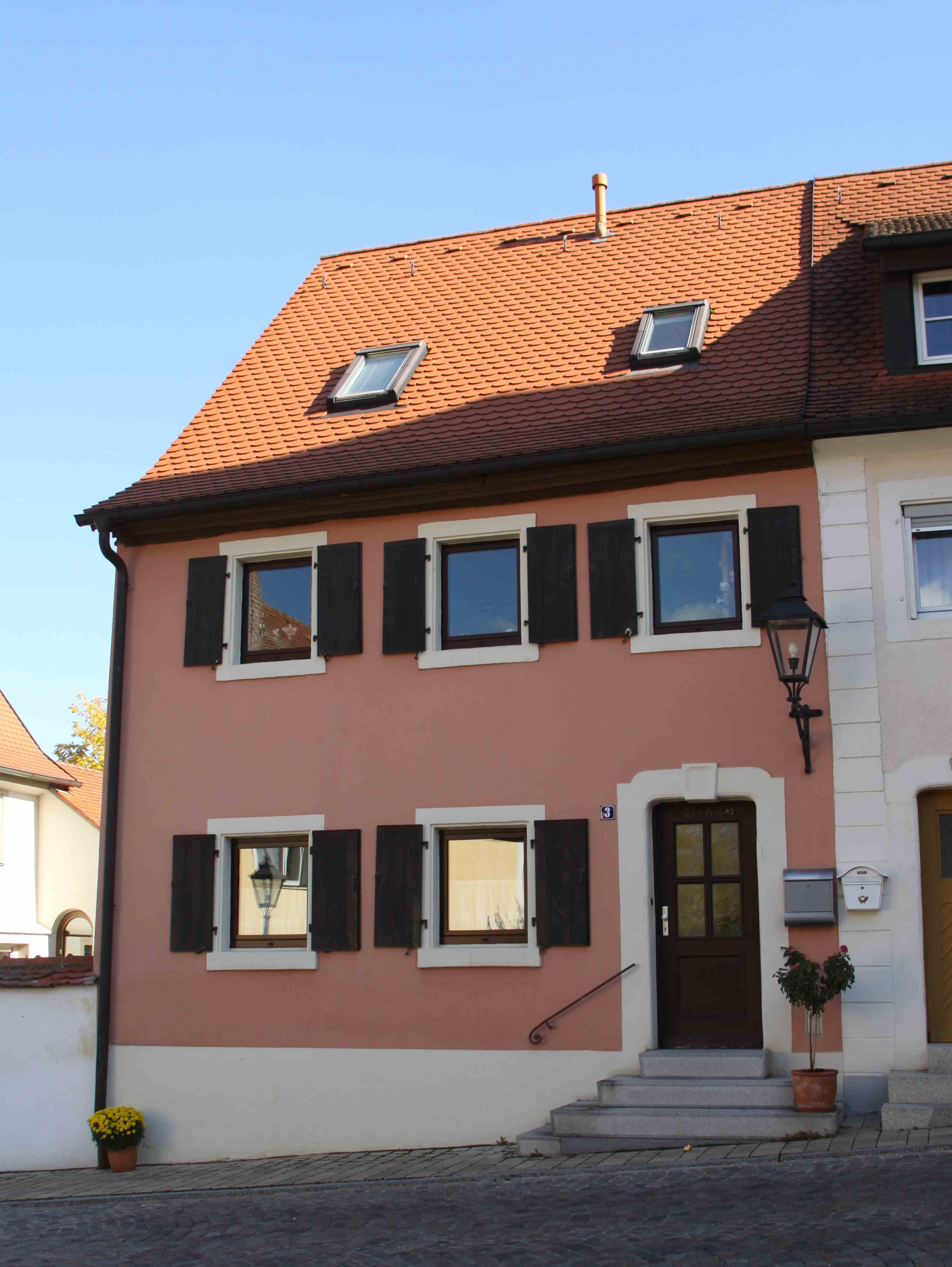
Rosental 3

Das Haus am Rosental 1 und 3 ist ein als Wohngebäude benutztes Doppelhaus in Ellingen im mittelfränkischen Landkreis Weißenburg-Gunzenhausen. Das Gebäude ist unter der Denkmalnummer D-5-77-125-71 als Baudenkmal in die Bayerische Denkmalliste eingetragen.
Das Doppelhaus steht unterhalb des Pleinfelder Tors außerhalb der Stadtmauer auf einer Höhe von 397 Metern über NHN. Das Gebäude stammt aus der zweiten Hälfte des 18. Jahrhunderts. Es ist ein zweigeschossiger traufständiger Satteldachbau mit Putzgliederung und rustizierten Lisenen.